# Лейк-Лиллиан (город, Миннесота)
Лейк-Лиллиан (англ. Lake Lillian) — город в округе Кандийохай, штат Миннесота, США. На площади 1,2 км² (1,2 км² — суша, водоёмов нет), согласно переписи 2002 года, проживают 257 человек. Плотность населения составляет 215,8 чел./км².
- Телефонный код города — 320
- Почтовый индекс — 56253
- FIPS-код города — 27-34676[1]
- GNIS-идентификатор — 0646640[2]